# 홍성덕
홍성덕(1967년 6월 28일 ~ )은 대한민국의 배우이다.

## 출연작

### 영화
- 《무궁화 꽃이 피었습니다》 (1995년) - 김 기자 역
- 《은행나무 침대》 (1996년) - 영철 역
- 《애니깽》 (1997년) - 하갑 역
- 《우아한 세계》 (2007년) - 진료실 의사 역
- 《애니멀 타운》 (2011년) - 택시회사 실장 역
- 《콩가네》 (2013년) - 경비 역
- 《신의 한 수》 (2014년) - 전문꾼 역
- 《살인의뢰》 (2015년) - 현장검증 중년남 역
- 《헬머니》 (2015년) - 빚쟁이 1 역
- 《암살》 (2015년) - 치과의사 역
- 《성난 변호사》 (2015년) - 김만석 역
- 《오빠생각》 (2016년) - 한상렬 부 역
- 《미씽: 사라진 여자》 (2016년) - 김 형사 역
- 《마스터》 (2016년) - 원네트워크 회원 10 역
- 《로마서 8:37》 (2017년) - 목사 2 역
- 《골든 슬럼버》 (2018년) - 선장 역
- 《리틀 포레스트》 (2018년) - 편의점 취객 역
- 《국가부도의 날》 (2018년) - 집 파는 남자 역
- 《생일》 (2019년) - 우찬 아빠 역
- 《유열의 음악앨범》 (2019년) - 헌책방 김씨 역
- 《야구소녀》 (2020년) - 프로팀 감독 역
- 《헌트》 (2022년) - 목성사 사내 1 역
- 《검은 수녀들》 (2025년) - 주교실 신부 1 역

### 드라마
- 《솔약국집 아들들》 (2009년, KBS2) - 솔소아과 간판을 달아주려는 남자 역
- 《푸른거탑 리턴즈》 (2014년, tvN) - 대대장 중령 이성덕 역
- 《내 마음의 꽃비》 (2016년, KBS2) - 정기택 역
- 《사랑은 방울방울》 (2016년, SBS) - 최씨 역
- 《김과장》 (2017년, KBS2) - 오세명 부장 역
- 《보이스》 (2017년, OCN) - 백진구 역
- 《파수꾼》 (2017년, MBC) - 이신혁 역
- 《구해줘》 (2017년, OCN) - 석동철의 아버지 역
- 《크리미널 마인드》 (2017년, tvN) - 이반장 역
- 《KBS 드라마 스페셜 - 강덕순 애정 변천사》 (2017년, KBS2) - 강덕순의 아버지 강봉팔 역
- 《블랙》 (2017년, OCN) - 강동철 목사 역
- 《추리의 여왕 2》 (2018년, KBS2) - 장명훈 역
- 《아이템》 (2019년, MBC)
- 《이몽》 (2019년, MBC)
- 《사냥개들》 (2023년, 넷플릭스) - 노숙자1 역

### 연극
- 《우먼인블랙》 (2013년) - 아서 킵스 역